# アルメニア暦
アルメニア暦（アルメニアれき）は、アルメニアで伝統的に使用されている暦である。
古いアルメニア暦は、1年は365日で不変であった。その結果、太陽年とユリウス暦両方に対しゆっくりとずれが生じ続けていたが、アルメニア暦1461年（グレゴリオ暦2010年/2011年）にユリウス暦と一致した。
アルメニア暦1年はユリウス暦552年7月11日に始まった。これを基に計算すると、アルメニア年1462年はユリウス暦の2012年7月11日に始まり、グレゴリオ暦の2012年7月24日と一致する。
アルメニアの日付を分析すると、曜日の古代名や曜日のクリスチャン名、月の名前、日付、月、西暦552年以降の年数、および宗教上のごちそうなどの表現が用いられていることがわかる。
アルメニア暦は、それぞれ30日間の12か月に分割され、さらに5日間（閏）をaweleacʿ（"過剰"）と呼称する。年は普通アルメニア数字で表記される。グレゴリオ暦からアルメニア暦への日付変換で、換算も可能。西暦2020年（令和2年）はアルメニア暦1469年。

## 月
アルメニア暦における月の名前は、ゾロアスター暦の影響が強く見られ、またアントワーヌ・メイエが指摘したように、カルトヴェリ語族の言語の影響が顕著に見られる。名前を音訳する方法は多くあるが、以下に示す表においては、ヒューブシュマンメイエベンヴェニステ方式を採用した。
| ＃ | アルメニア語                     | ラテン文字 （Hübschmann -Meillet） | 意味           | 語源/メモ                                                                                |
| -- | -------------------------------- | ---------------------------------- | -------------- | ---------------------------------------------------------------------------------------- |
| 1  | նաւասարդ（新正書法ではնավասարդ） | nawasard（navasard）               | 新年           | アヴェスター語 * navasarəδa                                                              |
| 2  | հոռի                             | hoṙi                               | 二             | グルジア語 ორი （ori）は「2つ」の意                                                      |
| ３ | սահմի                            | sahmi                              | 三             | 「3つ」を意味するグルジア語）（ サミ ）から                                              |
| 4  | տրէ（新正書法ではտրե）           | trē（tre）                         |                | ゾロアスター教 ティシュトリヤ                                                            |
| 5  | քաղոց                            | kʿałocʿ                            | 作物の月       | 旧アルメニア語քաղեմ （kʿałem）からインド・ヨーロッパ祖語 *kʷl̥-から「集まる」という意     |
| 6  | արաց                             | aracʿ                              |                | 古アルメニア語արաց （ aracʿ ）から、収穫時期、グレープ/フルーツの収穫を意味する          |
| 7  | մեհեկան                          | mehekan                            | ミスラのお祭り | イラン語群 *mihrakān- ;ゾロアスター教Mitrō                                               |
| 8  | արեգ                             | areg                               | 日月           | 古アルメニア語のարեւ （arew）は、印欧祖語から「太陽」を意味する*h₂rew-i-も太陽を意味する |
| 9  | ահեկան                           | ahekan                             | 火祭り         | イラン語*āhrakān-;ゾロアスター教のĀtarō                                                  |
| 10 | մարերի                           | mareri                             | 年半ば         | Avestanmaiδyaīrya ;ゾロアスター教DIN                                                     |
| 11 | մարգաց                           | margacʿ                            |                |                                                                                          |
| 12 | հրոտից                           | hroticʿ                            |                | パフラヴィー語 *fravartakān ;ゾロアスター教のスペンダルマット                            |
| 13 | աւելեաց（新正書法ではավելյաց）   | aweleacʿ（avelyacʿ）               | 冗長な、余分な | 閏                                                                                       |

## 日
アルメニア暦においては、西暦などのように何月の1日、2日...31日と番号を付けるのではなく、独特の名称を用いる。同様の事例はアヴェスター語圏におけるカレンダーにも見られる。ここにもゾロアスター教の影響がはっきりと見て取れる。
| ＃   | 名前         | 意味/派生                                                  |
| ---- | ------------ | ---------------------------------------------------------- |
| 1    | アレグ       | 太陽                                                       |
| 2    | ブランド     | 火の混じった地球                                           |
| ３   | アラム       |                                                            |
| 4    | マーガー     | 預言者                                                     |
| 5    | アーランク   | 半焼け                                                     |
| 6    | マズデ       |                                                            |
| 7    | アスチク     | 金星                                                       |
| 8    | ミール       | ミスラ                                                     |
| 9    | ジョパーバー | 騒々しい                                                   |
| 10   | ムルス       | 勝利                                                       |
| 11   | エレザン     | 隠者                                                       |
| 12   | アニ         | 都市の名前                                                 |
| 13   | パーカー     |                                                            |
| 14   | バナト       | ホスト、修道院のrefectioner                                |
| 15   | アラマズド   | アフラ・マズダー                                           |
| 16   | マニ         | はじめに                                                   |
| 17   | アサク       | 始まりのない                                               |
| 18   | マシス       | アララト山                                                 |
| 19   | アナヒト     | アナーヒター                                               |
| 20   | アラガッツ   | アラガツ山                                                 |
| 21   | Gorgor       | 山の名前                                                   |
| 22   | コルドビク   | アルメニア王国第6州                                        |
| 23   | ツマク       | 東風                                                       |
| 24   | ラスナック   | 半月                                                       |
| 25   | ツルン       | 分散                                                       |
| 26日 | Npat         | アパーム・ナパート                                         |
| 27日 | ヴァハグン   | ゾロアスター教Vahrām ; Avestan ウルスラグナ 、20日目の名前 |
| 28   | シム         | 山                                                         |
| 29日 | バラグ       | 山の名前                                                   |
| 30   | ジシェラバル | 宵の明星                                                   |

## 文献
- V.Bănăţeanu、“ Le calendrierarménienet les anciens noms des mois”、in：Studia et Acta Orientalia 10、1980、pp。   33〜46
- エドゥアールデュラウリエ 、 アルケニエンヌの技法と歴史 （1859）、2001年の復刻版ISBN 978-0-543-96647-6    。
- ヨースト・ジッペルト、 コーカシア学会年次誌の旧アルメニアおよびコーカサス暦システム 」、1、1989、3-12。
- Louis H. Gray 、 Avesta Calendarの影響を受けた特定のペルシャ語とアルメニア語の月名について 、Journal of the American Oriental Society（1907）
- P '。 Ingoroq'va、「Jvel-kartuli c'armartuli k'alendari」（「古いジョージアの異教の暦」）、Sakartvelos muzeumis moambe（「ジョージア博物館のメッセンジャー」）、6、1929–30、pp。   373〜446および7、1931〜32、pp。   260〜336
- K '。 K'ek'elije、「Jveli kartuli c'elic'adi」（「オールドジョージアンイヤー」）、St'alinis saxelobis Tbilisis Saxelmc'ipo Universit'et'isšromebi（「Tbilisi State Universityスターリンの名前」）18、1941年、著者の「エティウデビ・イヴェリ・カルトゥリ・リテラトゥリス・イストリオリダン」（「旧ジョージ王朝文学史研究」）1、1956、pp。   99〜124。